# Baudignan
 Baudignan  (en occitano Baudinhan) es una población y comuna francesa, situada en la región de Aquitania, departamento de Landas, en el distrito de Mont-de-Marsan y cantón de Gabarret.

## Demografía
| 87 | 74 | 49 | 49 | 40 | 36 |
| Para los censos de 1962 a 1999 la población legal corresponde a la población sin duplicidades (Fuente: INSEE [Consultar]) |    |    |    |    |    |